# 유니비전
유니비전(스페인어: Univision 우니비시온[*])는 미국의 스페인어 텔레비전 방송 네트워크로 뉴욕에 본사를 두고 있다.

## 같이 보기
- 텔레문도